# Timote
El timote, també conegut com a Cuica o Timote–Cuica, és la llengua dels timoto-cuica al Andes de Veneçuela, al voltant de l'actual ciutat de Mèrida i al sud del llac de Maracaibo.
Es diu que la llengua s’ha extingit a principis i mitjans del segle xx. Tanmateix, el 1977 es va informar que el poble indígena de Mutús, al cor de l'antic estat timotí, encara parlava una llengua indígena, que presumptament seria timote. El nom aparentment és Timote, ja que el mateix Timote deriva de "ti-motɨ" "parlants de Mutú", i "mutú" o "mukú" és un topònim comú a la regió. Aquest avantatge no s'havia seguit a partir d'Adelaar (2004).

## Dialectes
Sembla que els pobles timote i cuica parlaven dialectes d’una sola llengua; alguns dels darrers informes del cuica afirmen que no era res més que timote. Les dades són limitades, però la connexió és clara en els números:
| Glossa | Timote                | Cuica      |
| ------ | --------------------- | ---------- |
| 1      | karí                  | karí       |
| 2      | xem, xen              | xem, xen   |
| 3      | šut, sut, hisxut      | šuent      |
| 4      | pit                   | pití       |
| 5      | kabó, kabok           | kamó       |
| 6      | kasum, kaksúm, kapsún | katseunt   |
| 7      | mai-xem, mai-xén      | ma-en      |
| 8      | mai-xut, mai-sxut     | mabi-šuent |
| 9      | mai-pit               | mabi-pita  |
| 10     | tabís                 | tabís      |

Es troben grups de consonants, una mica inusuals per a la zona, especialment al Cuica: kču 'ocell', stots 'sang', Timote klef 'estació plujosa', hutn 'gos'.

### Mason (1950)
Mason (1950) proporciona una llarga classificació interna de cuica i timote:
| Timóte (Timoti) - 1. Timóte propi - Mukurujún - Mukusé - Mokoyupu - Mukuarsé - Ciribuy - Miyoy - Mukumbá - Kindorá - Tafallé - Mukumbají - Chino - 2. Mocochí (Mokochi) - Miyuse - Tukaní - Mokochi (Torondoy) - 3. Mukutu (Escaguey) - Eskaguey - Kanaguá - Kinó - Mokoino (Mokino) - Mombun - Yarikagua - Arikagua - Mukutuy - Mukupatí - Mukuchachi - Trikagua - Mokoto (Mukutu, Mukutí) - Guarake - Bailadores - 4. Tapano - Aviamo - Mokombó (Mokobo) - Tapano | - 5. Chama (Miguri ?) - Mokunche (Mukunche, Mukuneche) - Mukurubá (Mokuruguá) - Tabay (Mukunutáne, Tabayon ?) - Mukurumagua - Guake (Guakí) - Mukumba - Chichuy - Mukuñoke (Mukuño, Migurí ?) - Mukurufuén - Muká - Mukumpí - Mukutirí - Mukusnandá - Mukaikuy - Mukusó, etc. - Mukurandá - Mukuhúun (Mukupine, Mokoion) - Chiguará - Insnumbí (Insumbi) - Estankes - Mukuchi (Makuchi, Mokochiz) - Misantá - Mokao - Mosnachó - Misikea, etc. - Eskagüey - Mukujún - Tatuy (Tatey ?) - Mukaria - Mukaketá - Mukusirí - Kaparú - Jají (Mukundú) - Mukubache (Mirripú, Mirripuy, Maripú ?) - Mukúun (Mukumpú, Lagunillas) - Kasés - Mukuinamo - Arikagua - Tibikuay - Makulare - Mukusumpú - Barbudos - Jamuén, etc. - Kinaró - Tiguiñó - Guaruní (Guarurí) | Cuica (Kuika) - 1. Cuica proper - 2. Tostó - Tostó proper - Tiranjá - Tomoní - 3. Eskuke (Eskukey) - Eskuke proper - Bombá - Moka - Tirandá - Chobú - Chachike - Chachu - Tirandá proper - Estiguate (Estiguati) - 4. Jajó (Jakón, Jajón) - Jajó proper - Esnijaque - Kikoke (Kikoki) - Mapen (La Vega) - Duri - Mikimboy Tribus no classificades - Kirorá - Mijure - Montun - Iguino |  |